# Sées
Sées é uma comuna francesa na região administrativa da Normandia, no departamento Orne. Estende-se por uma área de 40,24 km². Em 2010 a comuna tinha 4 637 habitantes (densidade: 115,2 hab./km²).